# Euagrus rubrigularis
Espèce
Synonymes
- Euagrus pragmaticus Chamberlin, 1924

Euagrus rubrigularis est une espèce d'araignées mygalomorphes de la famille des Euagridae.

## Distribution
Cette espèce est endémique du Mexique.  Elle se rencontre au Sonora, au Chihuahua, au Durango, au Zacatecas, au Jalisco, au Guanajuato, au Michoacán et au Guerrero.

## Description
La femelle holotype mesure 15 mm.
La carapace de la femelle holotype mesure 7,3 mm de long sur 5,7 mm.

## Publication originale
- Simon, 1891 : Liste des espèces de la famille des Aviculariidae qui habitent le Mexique et l'Amérique du Nord. Actes de la Société Linnéenne de Bordeaux, vol. 44, p. 307-326 (texte intégral).